# Constantin Steriade
Constantin Steriade a fost un politician român, bunicul pictorului Jean Alexandru Steriadi și ministru de finanțe interimar în perioada 27 martie - 7 iunie 1859 în guvernul Guvernul Constantin Al. Crețulescu și ministru plin în perioada 7 iunie - 6 septembrie 1859 în același guvern. 
În perioada 6 septembrie - 11 octombrie 1859, Constantin Steriade a deținut aceeași funcție ministerială în Guvernul Nicolae Crețulescu, fiind păstrat la portofoliul aceluiași minister și de Guvernul Ion Ghica în perioada 11 octombrie 1859 - 28 mai 1860.